# 白明德

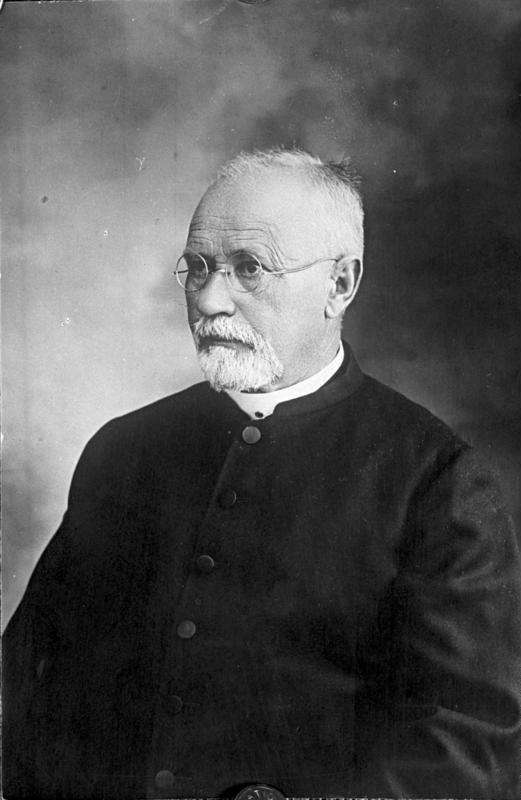
白明德

白明德（1859年—1928年），德国人，天主教圣言会修士、遣华传教士。

## 生平

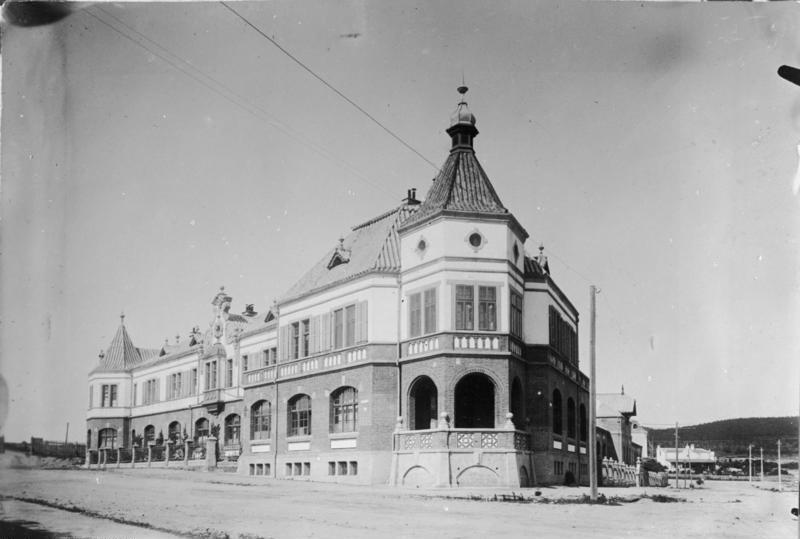
圣言会会馆

白明德早年经历不详。1883年赴鲁南传教。1895年10月，白明德在鲁南代牧区境内传教期间，兰山县知县朱鍾琪及山东巡抚李秉衡曾控告其“司教无状”，所收教徒皆市井无赖，每每恃教欺压乡民，请求总理衙门照会德国公使。总理衙门转告此事并请德国公使紳珂转告安治泰主教将白明德更换。德国方面对此事之处理未知。
1897年11月德军占领青岛后，白明德于1898年秋受安治泰派遣赴青岛传教。同年，他在青岛天后宫后侧以木板搭建了一座临时天主教堂，以举行德军德侨的宗教活动并维持初期的传教工作。白明德还曾参加刚刚建立的德国学校（Deutsche Schule，后改为督署学校）的教学工作。
1898年10月胶澳总督府组织第一次土地拍卖后，白明德开始着手购买地块以建立永久性传教站设施。由于德国政府及海军方面对天主教会时而采取不信任、不合作态度，总督府起初不肯以教会希望的方式和价格售予他们看好的地块，使得教会对此大为不满。在安治泰、白明德的争取下，总督府最终于1898年给圣言会无偿拨付了几处地块，其中一处位于邻近大鲍岛华人聚落的一处高地上。白明德于1899年至1902年在此处组织兴建了圣言会会馆，由总督府建筑师彼得·贝尔纳茨（Peter Bernatz）设计，内设小礼拜堂、传教士住宅、办公室和印刷所。
1900年，白明德在圣言会会馆东侧设立了一所招收中国男童的男子学校。1900年代，白明德及其领导的圣言会驻青分支机构与玛利亚方济各传教女修会先后在圣心修道院开设了女子学校、在今博山路3号开设了天主堂医院，白明德亦曾亲自参与医院内的工作。
1914年青岛战役期间，日军自10月31日起开始炮击城区。据白明德回忆，圣言会会馆于11月6日第一次被炮弹击中，次日停战前的最后20分钟交战中，会馆被9发炮弹击中，会馆毁坏严重，白明德及其同事在地下室内躲避炮击，幸无伤亡。日军占领青岛后，白明德被允许留在青岛。1923年3月，圣言会男子学校以白明德的名字更名为私立明德小学（1950年代改名为德县路小学）。1928年复活节，白明德逝世。1935年，天主教会曾以其名创办私立明德中学（1950年代改名为青岛第十中学）。